# Botanischer Garten Kirstenbosch

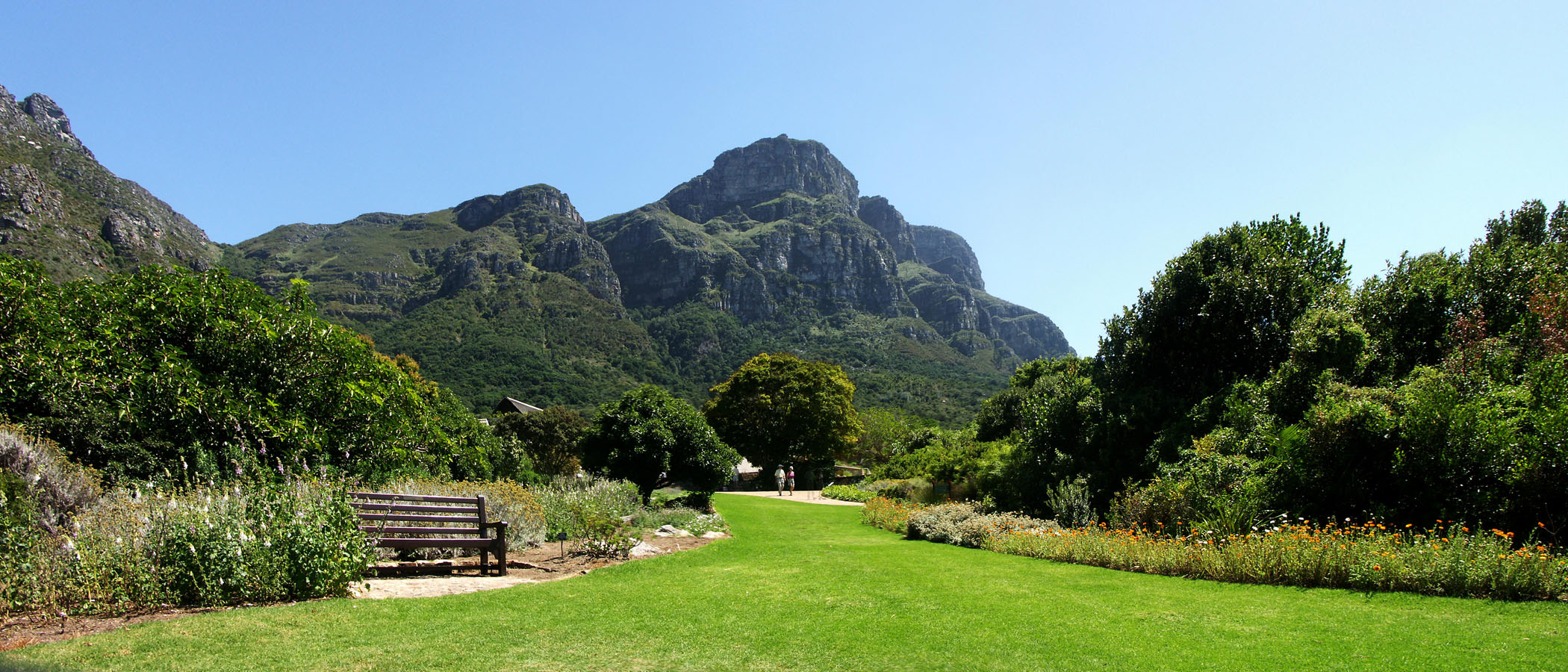
Der botanische Garten von Kirstenbosch, im Hintergrund die Ostseite des Tafelbergs

Der Kirstenbosch National Botanical Garden (afrikaans Kirstenbosch Nasionale Botaniese Tuine, deutsch etwa: „Nationaler Botanischer Garten Kirstenbosch“), kurz Kirstenbosch, ist ein Botanischer Garten im Stadtteil Newlands von Kapstadt. Er liegt am Osthang des Tafelberges und gilt als einer der schönsten botanischen Gärten der Welt. Er ist mit 528 Hektar der größte von neun Nationalen Botanischen Gärten, die vom South African National Biodiversity Institute (SANBI) betrieben werden.

## Geschichte

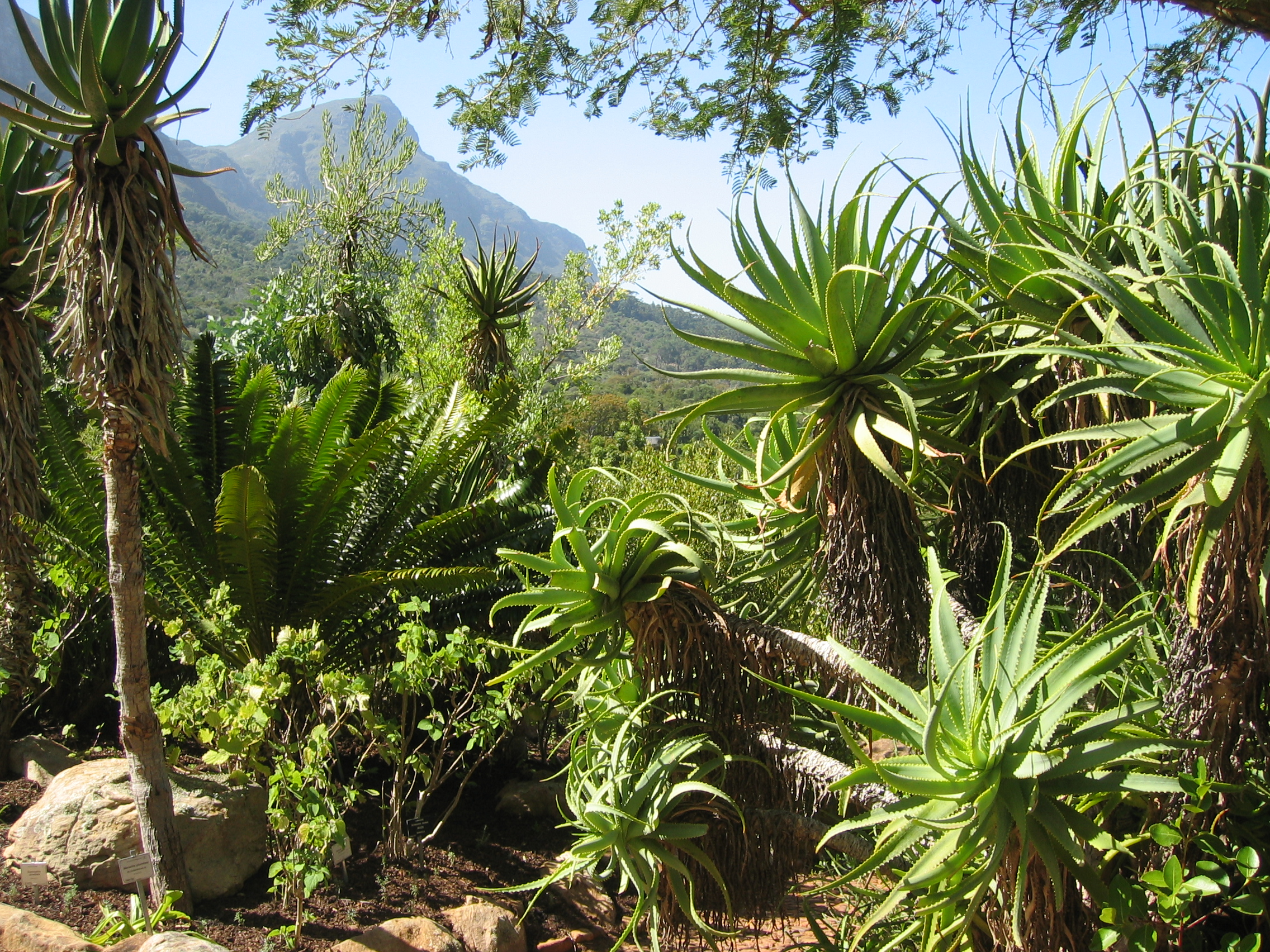
Aloe-Arten

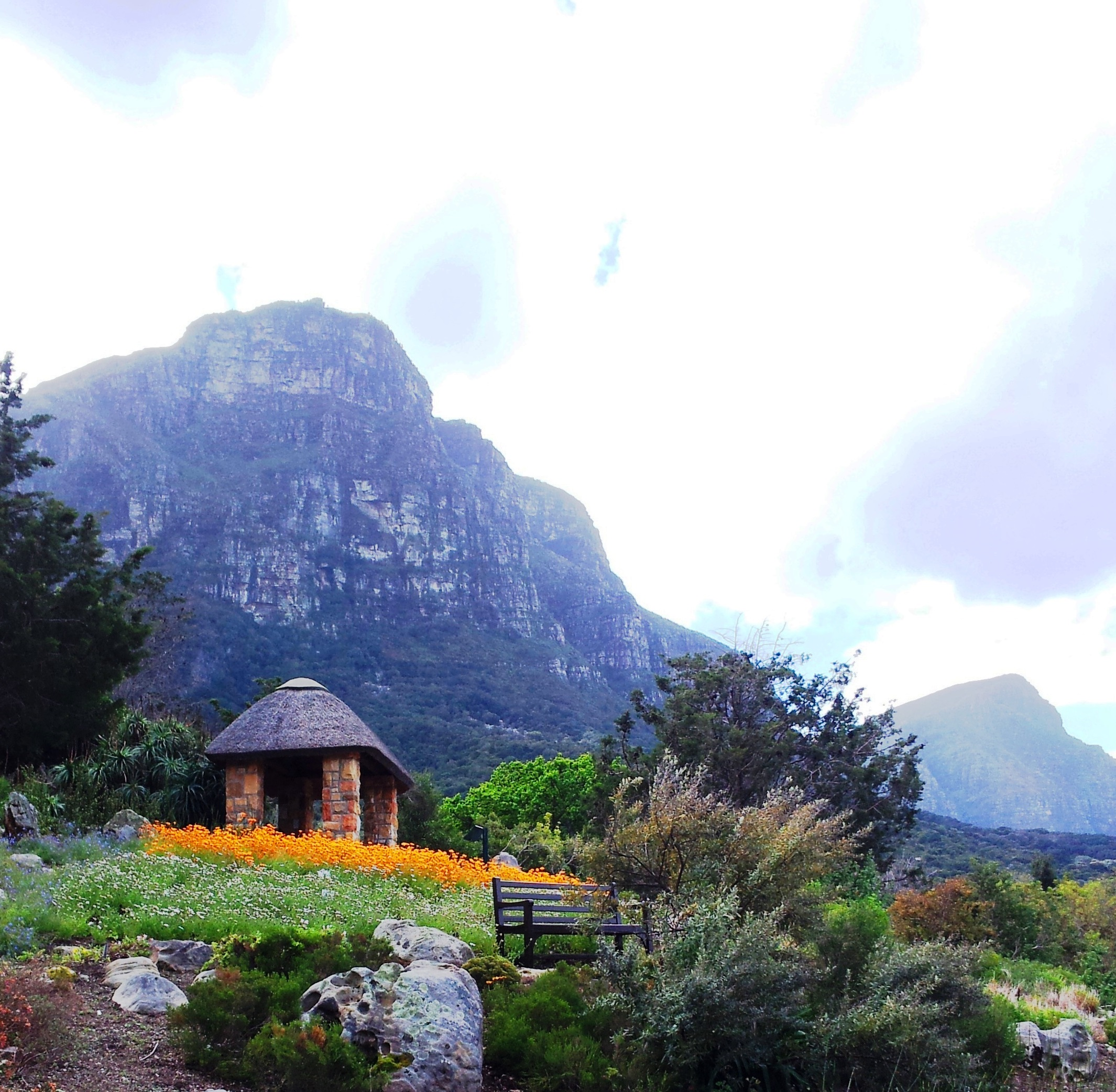
Botanischer Garten vor Tafelberg

Der Ursprung einer Bepflanzung auf dem Gelände geht zurück auf die Zeiten des Jan van Riebeeck, der um 1660 als Schutzmaßnahme gegen indigene Landnutzer eine streifenförmige Landwehr, bestehend aus Gebück mit wilden Mandelbäumen und Brombeerhecken, errichten ließ. Den Hintergrund zu dieser Entscheidung bildeten zunehmende Konflikte zwischen den einheimischen Khoikhoi und holländischen Siedlern wegen der von beiden Seiten beanspruchten Viehweiden. Der Bergwerks-Magnat und Premierminister der Kapprovinz Cecil Rhodes erwarb das Land 1895, um es vor einer Besiedlung zu bewahren. Nach seinem Tod 1902 wurde es dem Staat überlassen.
Am 1. Juli 1913 wurde der Botanische Garten gegründet, sein erster Direktor war Harold Pearson, dessen Grab sich auf dem Gelände befindet. Als erster Kurator (1913–1936) wurde Joseph William Mathews aus Cheshire eingesetzt, der zuvor berufliche Erfahrungen in Kew Gardens sammeln konnte und nach dem der Steingartenbereich seinen Namen erhielt. Der Steingarten wurde unter Nutzung des regional anstehenden Sandsteins erschaffen. Mathews gilt als Begründer der Blumenzucht in Südafrika. Sein Augenmerk galt den einheimischen Floren.
Für die Namensgebung dieses Areals dient der Verweis auf einen frühen Landwirt, Jan Frederik Kirsten, dessen Farm Veldhuisen sich hier befand. In der Region gab es jedoch weitere Flurnamen wie Claasenbosch und Burgersbosch, die ebenso auf Personen verweisen. Der erste Direktor des botanischen Gartens, Harold Pearson, deutete die Bezeichnung der Lokalität dagegen als eine missverständliche und nachträgliche Namenswandlung, da nach seinem Eindruck Kirstenbosch aus Kersenbosch entstand und Kersen für „Kirschen“ steht.

## Beschreibung
Der Botanische Garten Kirstenbosch wurde gegründet, um die einzigartige Artenvielfalt der Kapregion zu erhalten. Dieser Grundsatz wird auch heute noch beibehalten, indem nur heimische Pflanzen gezeigt werden. So finden sich Beete speziell für die südafrikanischen Silberbaumgewächse (Proteaceae), die Heidekräuter (Erica), Palmfarne (Cycadeae) und die Restionaceae.
Daneben gibt es ein großes Sukkulentenbeet, Mathews Steingarten, ein Arboretum, eine Nutzpflanzenabteilung, ein Duftbeet und einen Blindenpfad. Auch wird mit dem „water-wise garden“ versucht, wassersparende Pflanzen für Gärten attraktiv zu machen.
Das Gewächshaus am Haupteingang zeigt Pflanzen der wichtigsten Vegetationsformen Südafrikas wie der Karoo, des Fynbos und der Savanne.
Vom Botanischen Garten aus führen mehrere Wanderwege weg. Der Weg durch den „Skeleton Gorge“ ist einer der bekanntesten Wanderwege zum Tafelberg hinauf. Nach Norden hin kann man am Rhodes’ Memorial entlang zum Devil’s Peak wandern, nach Süden geht es bis zum Constantia Nek.
In der Sommerperiode finden regelmäßig Konzerte im Freien statt, sofern es nicht durch übergeordnete Rahmenbedingungen zur Einschränkung dieser Aktivitäten kommt.

## Galerie

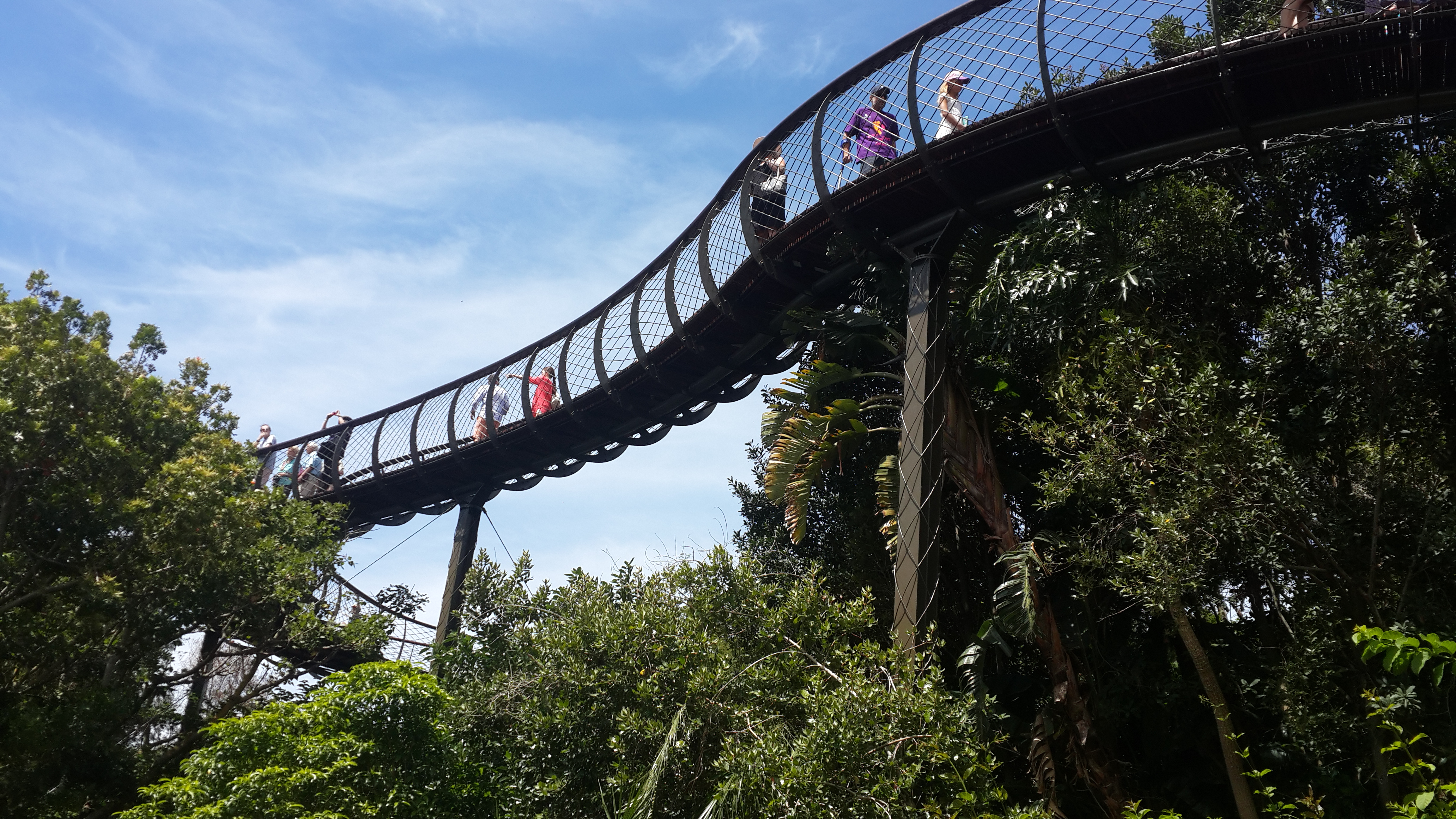
Baumgang im Arboretum
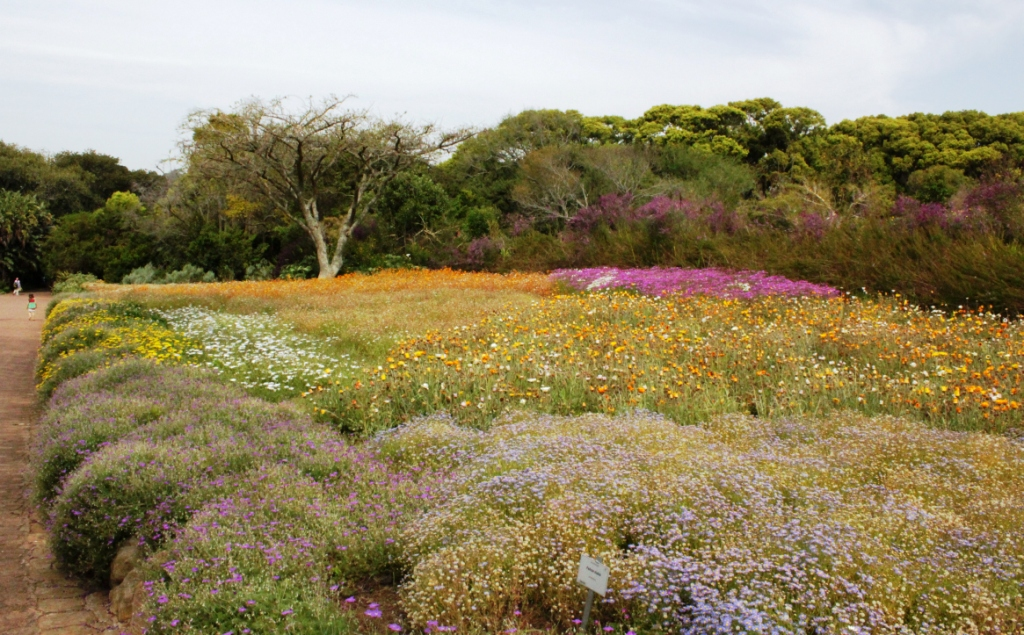
Wiese mit indigenen Pflanzen
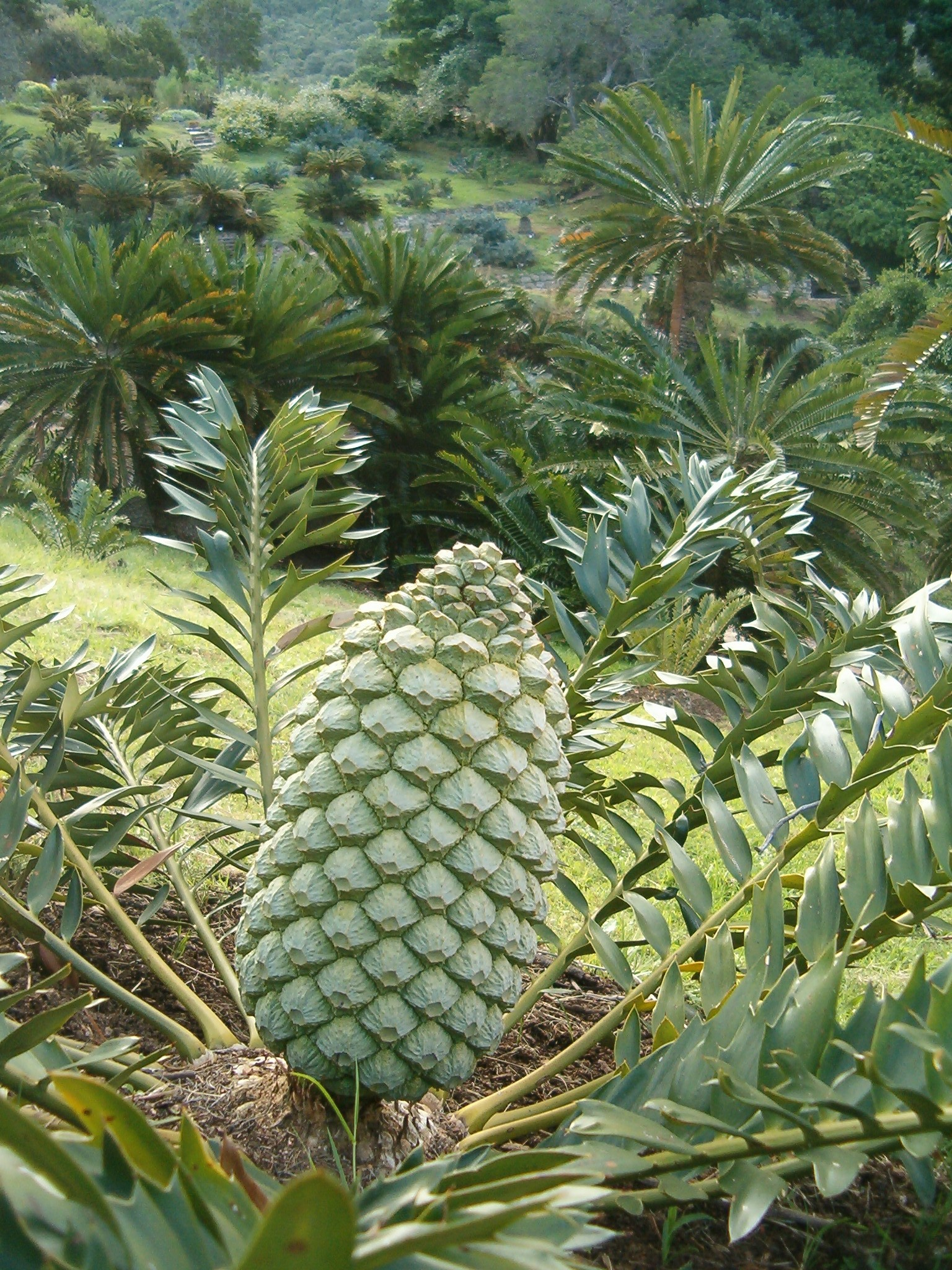
Brotpalmfarn Encephalartos arenarius
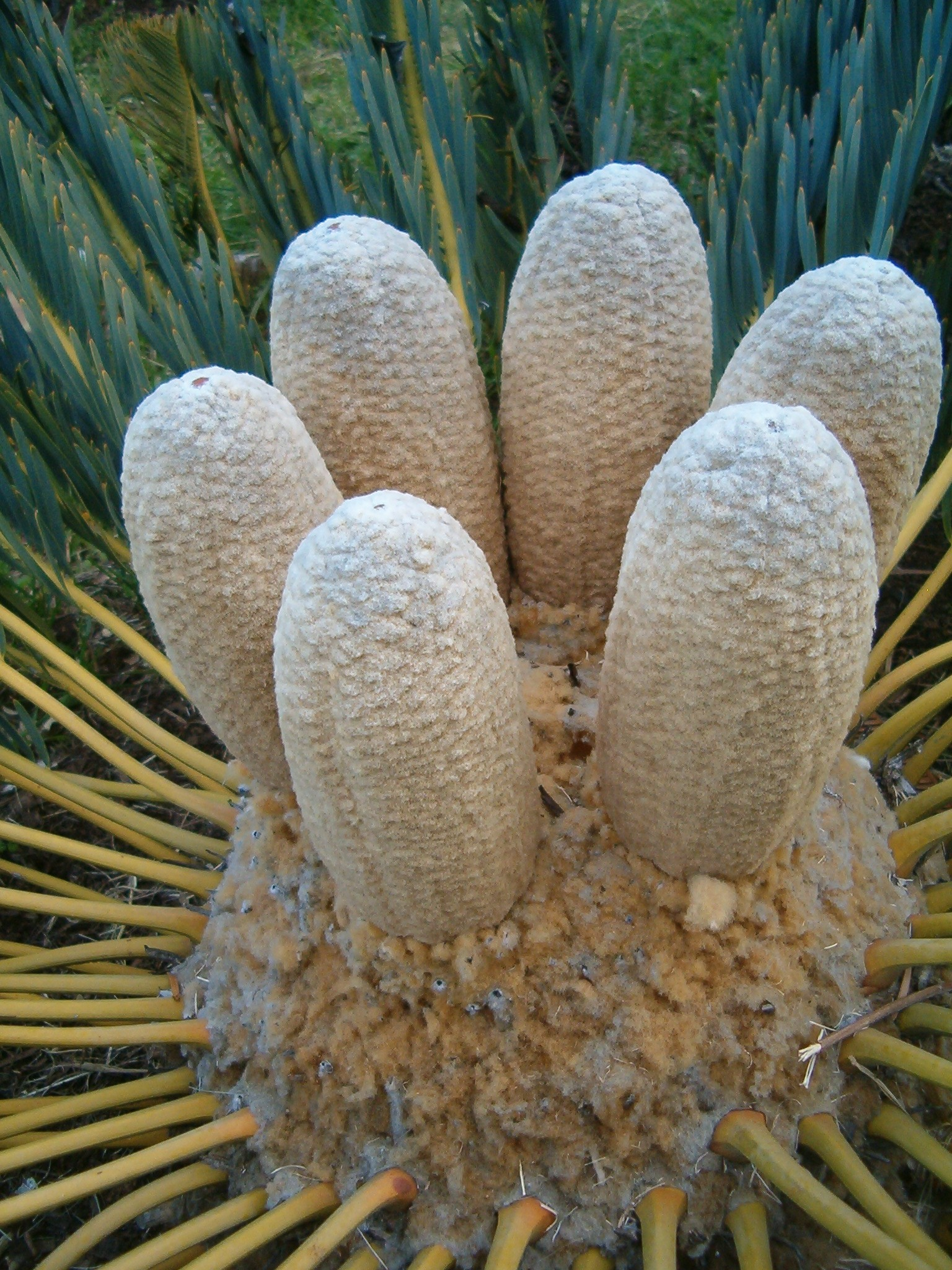
Blütenstand des Brotpalmfarns Encephalartos friderici-guilielmi

## Weitere Einrichtungen und Objekte

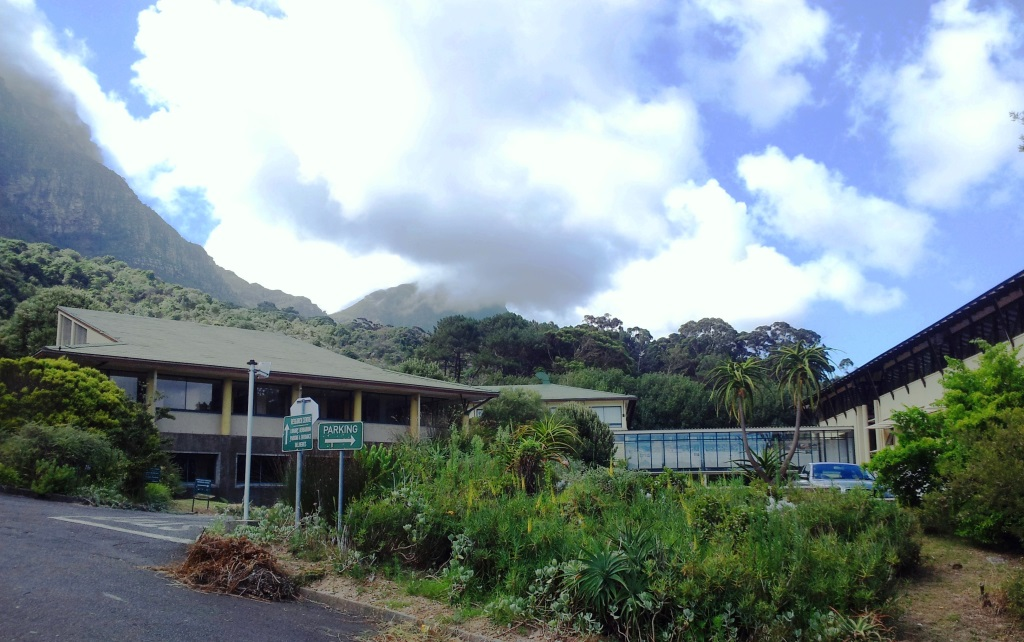
Bibliothek und Forschungsbereich

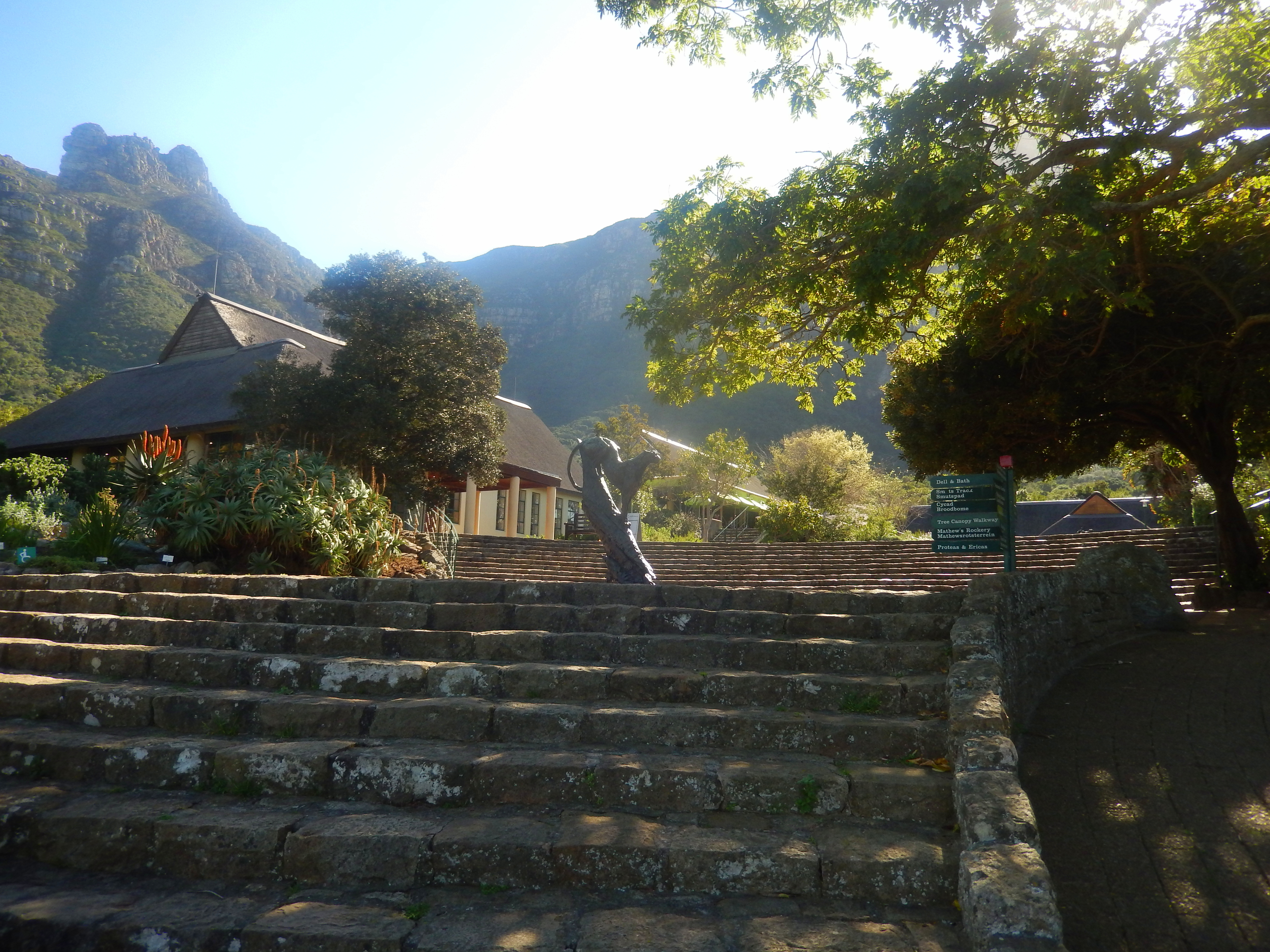
Besucherzugang im botanischen Garten

Im Botanischen Garten finden sich des Weiteren:
- die Hauptverwaltung des SANBI,
- das Compton-Herbarium,
- das Goldfields-Umwelterziehungszentrum,
- das Kirstenbosch-Forschungszentrum und
- die Harry-Molteno-Bücherei.

In den Außenanlagen des botanischen Gartens, besonders in der Nähe des Haupteingangs, sind Plastiken von Künstlern aus dem südlichen Afrika mit Schwerpunkt der Shona-Skulpturen ausgestellt.

## Filme
- Magische Gärten. Kirstenbosch. (Originaltitel: Jardins d'ici et d'ailleurs: Afrique du Sud) Dokumentarfilm, Frankreich, 2017.[A 1][8]

- In 80 Gärten um die Welt. Südafrika. (Originaltitel: Around the World in 80 Gardens: South Africa.) Dokumentarfilm, Großbritannien, 2008.[A 2][9]